# Ibn ʿIdhārī
Abū l-ʿAbbās Ahmad ibn Muhammad Ibn ʿIdhārī al-Marrākuschī (arabisch أبو العباس أحمد بن محمد بن عذاري المراكشي, DMG Abū l-ʿAbbās Aḥmad ibn Muḥammad Ibn ʿIḏārī al-Marrākušī; gest. 1312–1313 oder später) war ein arabischer Geschichtsschreiber aus dem Maghreb.

## Leben
Über Ibn ʿIdhārīs Leben ist wenig bekannt. Seine Familie war von Al-Andalus in den Maghreb ausgewandert. Er selbst lebte in der zweiten Hälfte des 13. Jahrhunderts und im ersten Viertel des 14. Jahrhunderts und war zeitweise Qādī von Fès.

## al-Bayān al-mughrib
Ibn ʿIdhārī ist Verfasser des dreibändigen arabischsprachigen, annalistischen Werkes al-Bayān al-muġrib fī iḫtisār aḫbār mulūk al-Andalus wal-Maġrib einer Kurzfassung (iḫtiṣār) der Eroberung Ägyptens  im ersten Band, gefolgt von der Darstellung der Herrscherdynastien von Maghreb (Algerien und Marokko) und auf der Iberischen Halbinsel bis zum Fall der Almohaden im zweiten und dritten Band. Er hat sein Werk mit einer ausführlichen Einleitung in Reimprosa und mit der Vorstellung seiner benutzten Quellen, die heute überwiegend als verschollen gelten, in Marrakesch fertiggestellt. Bis kurz vor seinem Tode arbeitete er an seinem dreibändigen, kompilatorischen Werk. Er gibt auch den Werktitel im Sinne seines Vorhabens an und hebt hervor, dass die drei Bände nur als eine kurzgefasste (talchīṣ) Chronik entstanden sind, um dadurch die Lektüre klar und übersichtlich zu gestalten.
Nach der ersten Teiledition des Werkes durch  Reinhart Dozy, publiziert nach einer Leidener Handschrift in zwei Bänden (1848–1851), irrtümlich aber mit der Hinzufügung eines werkfremden Teiles, erfolgte die ebenfalls unvollständige Ausgabe, teilweise mit Rückgriff auf die Edition von Dozy, durch G. S. Colin und É. Lévi-Provençal in Paris in 1948.

## Ausgaben
- al-Bayān al-muġrib fī aḫbār al-Andalus wal-Maġrib. Ed. G. S. Colin & É. Lévi-Provençal. Brill, Leiden 1948.
- Herausgegeben von Baššār ʿAwwād Maʿrūf und Maḥmūd Baššār ʿAwwād. Dār al-Gharb al-Islāmī. Tunis 2013, in der Aufteilung des Originals in drei Bänden wie vom Verfasser in der Einleitung Band I, S. 5 angegeben.

In spanischer Übersetzung erschienen:
- Al-Marrakusi Ibn I̓dari (übers. von Ambrosio Huici Miranda): Colección de crónicas árabes de la Reconquista. vol. 2 et 3, Marroquí, 1953-4.
- Al-Marrakusi Ibn I̓dari (übers. von Ambrosio Huici Miranda): al-Bayān al-Mugrib: Nuevos fragmentos almorávides y almohades. Anubar Ediciones, 1963.
- Zu weiteren Teilübersetzungen ins Spanische siehe: Encyclopaedia of Islam. New Edition. Leiden 1971. Band 3, S. 805 (J. Bosch-Vilá).